# Amata albifrons
Amata albifrons là một loài bướm đêm thuộc phân họ Arctiinae, họ Erebidae.